# 우와 에치에질레
우와 엘더슨 에치에질레(Uwa Elderson Echiéjilé, 1988년 1월 20일 ~ )는 나이지리아의 전 축구 선수로 포지션은 레프트 백이었다.